# Província de Bulgan
La província de Bulgan (en mongol: Булган) és una de les 21 províncies (aimags) de Mongòlia. La seva capital és la ciutat i districte de Bulgan.

## Geografia

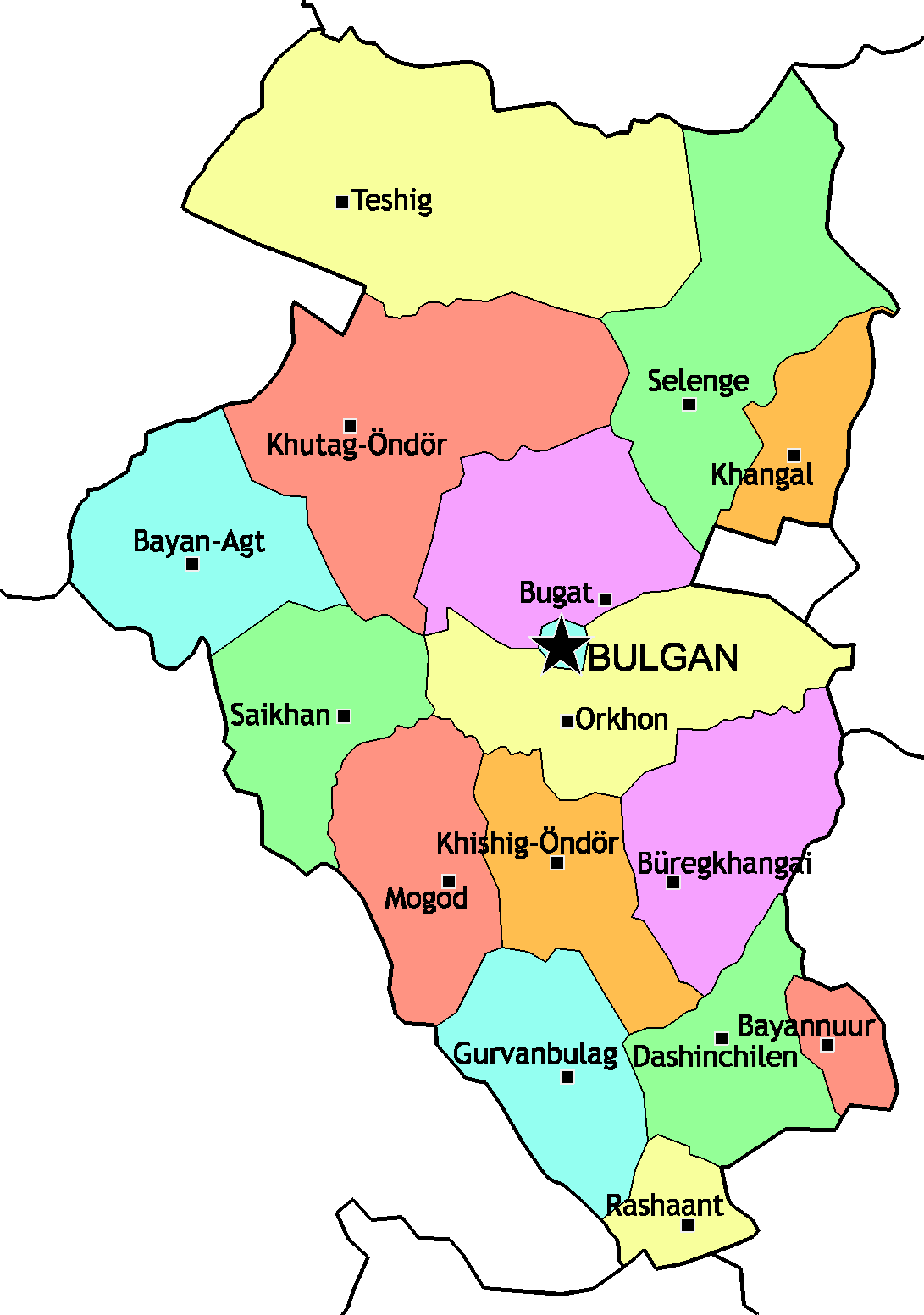
Districtes de Bulgan

El nord de la província es caracteritza pels boscos alpins que gradualment passen a les planes estèpiques àrides de la Mongòlia central. Els principals rius són l'Orkhon i el Selenga, El sud de la província de Bulgan és de les poques regions llaurables de Mongòlia.

### Districtes
- Bayan-Agt
- Bayannuur
- Bugat
- Bulgan
- Büregkhangai
- Dashinchilen
- Gurvanbulag
- Khangal
- Khishig-Öndör
- Khutag-Öndör
- Mogod
- Orkhon
- Rashaant
- Saikhan
- Selenge
- Teshig